# Sieniawka (województwo podkarpackie)
Sieniawka – nieistniejąca wieś, której dawna lokalizajca odpowada miejscu na terenie wsi Huta Kryształowa w województwie podkarpackim, w powiecie lubaczowskim, w gminie Lubaczów.
W 1921 roku liczba mieszkańców wynosiła 854, aż 1943 roku aż 901. Należała od 1934 do zbiorowej gminy Lisie Jamy w powiecie lubaczowskim w województwie lwowskim, gdzie od 1934 stanowiła gromadę Sieniawka obejmującą miejscowości: Sieniawka, Capy, Huta Kryształowa, Hryniawskie, Kapłysze, Masiuki, Onyszczaki, Sucholas, Stelmachy, Tymosze, Zdany i Zdyrki. Stacjonowała też 156 strażnica WOP. Od reformy 1954 należała do gromady Podlesie.
Sieniawka nie przetrwała przemian osadniczych po II wojnie światowej. Część ludności ukraińskiej Sieniawki zamordował oddział Wojska Polskiego 9 marca 1945. Po deportacji ludności wieś przestała istnieć
Tuż na zachód od Sieniawki powstała Kopalnia Siarki Basznia.

## Zabytki
We wsi istniała drewniana parafialna cerkiew greckokatolicka pw. Podwyższenia Krzyża, zbudowana w 1877.